# Sagerska husen

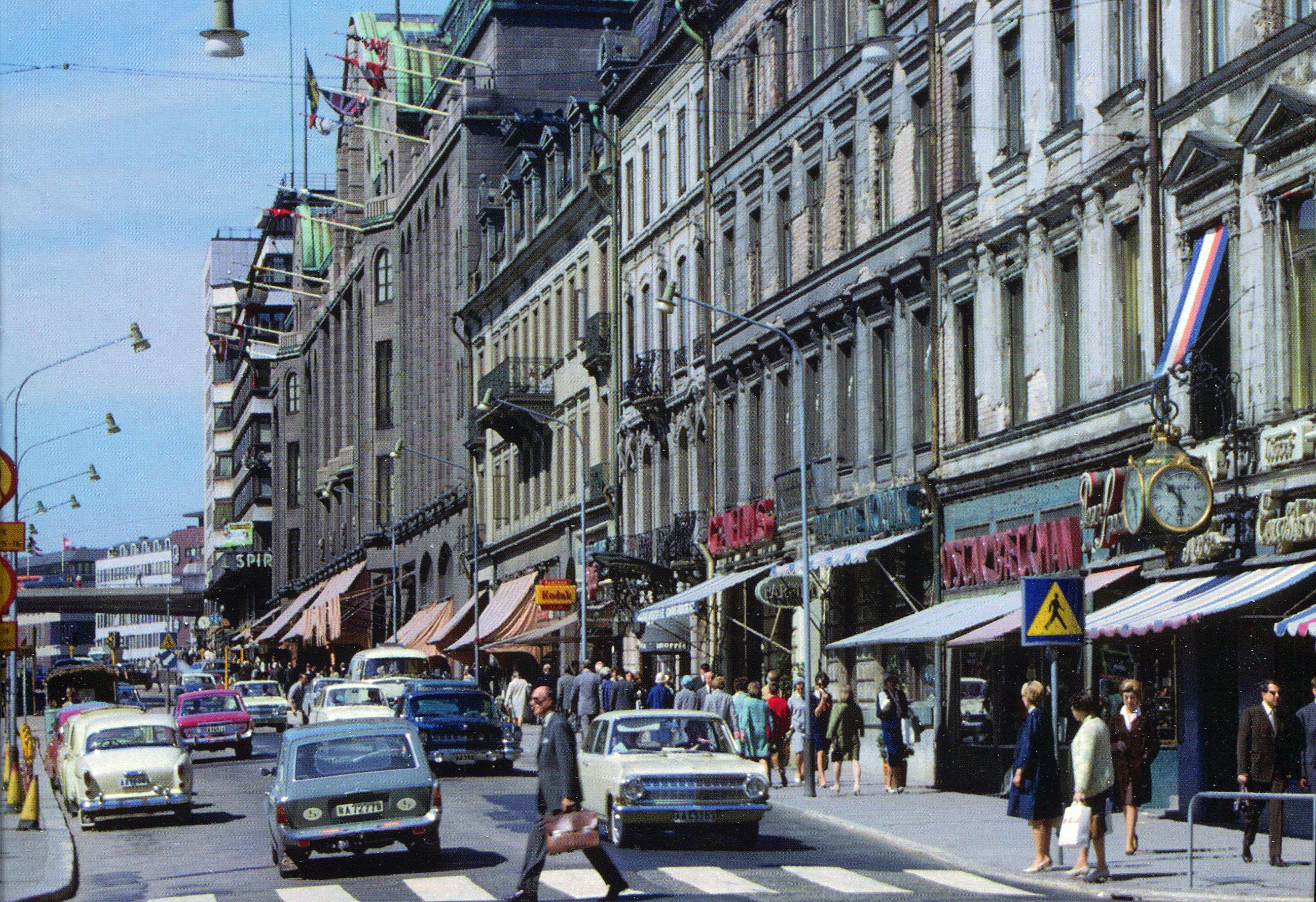
Hamngatan med Sagerska husen 1966.

Sagerska husen  var ett byggnadskomplex som låg i kvarteret Hästen vid Hamngatan 14 och 16  i Stockholm, längs Kungsträdgårdens norra sida. Husen revs 1970 under Norrmalmsregleringen.

## Historia

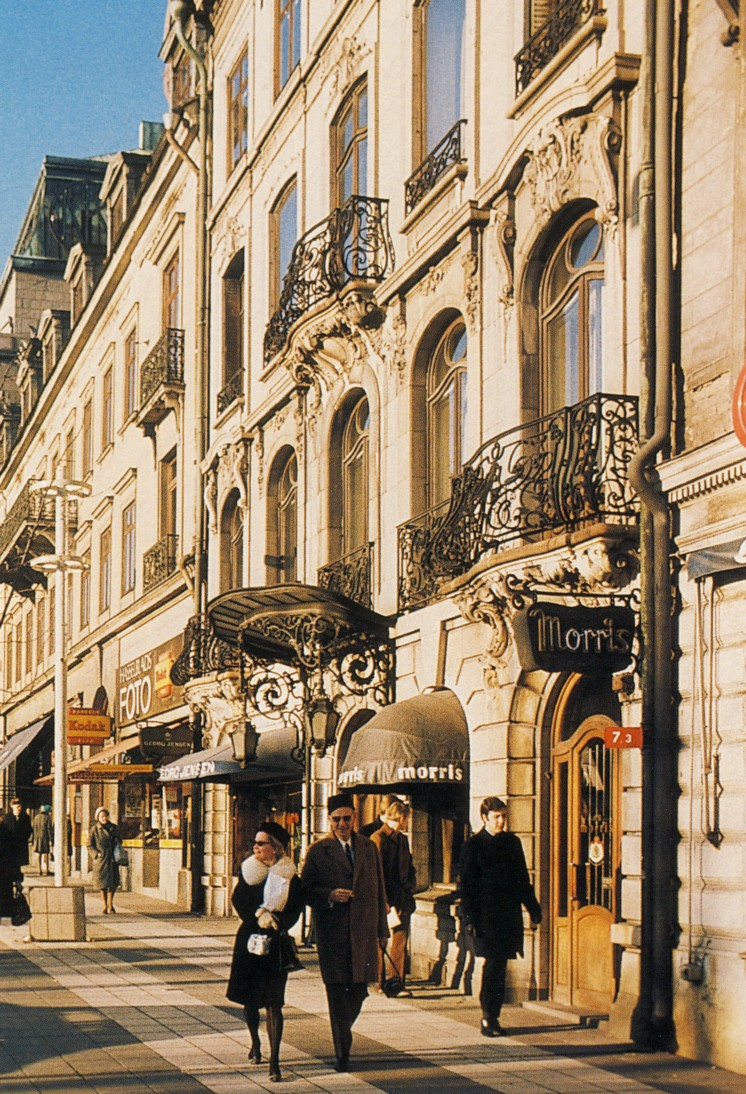
Sagerska husen 1968.

År 1888 blev bröderna Edvard och Robert Sager ägare av husen vid Hamngatan 14 och 16. Kammarjunkare Robert Sager var mycket arkitekturintresserad och hade fått rådet av sin franske lärare arkitekten Jean René Pierre Litoux att skaffa sig praktiska erfarenheter innan han igångsatte ett dyrare bygge på egen hand. Med bistånd av arkitekten Adolf Emil Melander ombyggde han därför Hamngatan 16 i fransk stil 1891. Hans erfarenheter kom några år senare väl till pass i ombyggnaden av det egna Sagerska huset på Strömgatan. Hamngatan 16 var avsett för uthyrning och bland hyresgästerna fanns punschfabrikör Edward Cederlund.
Förste hovstallmästaren Edvard Sager lät 1903 påbörja bygget på Hamngatan 14. Huset, som byggdes ihop med nr 16, uppfördes efter ritningar av Jean René Pierre Litoux och visade ett av de få exemplen på stilren jugend-rokoko i Stockholm. Fasaden var klädd i vit marmor och de rikt utsirade smidesarbeten hade utförts i Paris och Stockholm av smeden Hjalmar Samuelsson.  Edvard och hans hustru Ida, bebodde tre våningar av huset.
Butikslokalerna i bottenvåningen fanns inte från början utan kom till, när Hamngatan blev ett elegant affärsstråk. På 1960-talet hade några exklusiva företag sina butiker här, bland annat Georg Jensen och Morris herrekipering i nr 14 samt Hasselblads Foto i nr 16.

## Rivningen
Ursprungligen hade en majoritet i Stadshuset enats om att husen skulle bevaras, men i cityplanen City 67 hade de markerats med grön färg, som betydde “fastigheter som avses att rivas eller ombyggas”. Eftersom Sagerska husen hade samma fasadlinje som grannfastigheten Nordiska Kompaniet, påverkades de inte av Hamngatans breddning och bland andra ansåg generalplaneberedningen i ett yttrande över City 62 att rivningsplanerna var obefogade och menade att "Kungsträdgårdens norra fasad bör [...] så långt som möjligt lämnas orörd". Riksantikvarien fann en byggnadsminnesförklaring motiverad, men tvingades till reträtt av stadens saneringsavdelning samt politiska och ekonomiska krafter. Fastigheten exproprierades mot ägaren John-Henry Sagers vilja.
Stig Dingertz och Thyra Bratt föreslog i en motion 1970 att Hamngatan 14 skulle monteras ned och uppföras som statsministerbostad på en obebyggd tomt vid Västra Trädgårdsgatan, likt "ett stockholmskt Harpsund".
Trots protester av bland andra Per Anders Fogelström, som hade engagerat sig i frågan under många år, kom rivningen till stånd och på husens plats uppfördes 1971-1974 byggnaden för den statliga PKbanken med kontorskomplex och butiker efter arkitektföretaget Backström & Reinius ritningar. I ett sista försök att rädda åtminstone en liten rest av Sagerska husen presenterade arkitekterna flera ritningsförslag där delar av husens fasader hade inarbetats i den planerade nybyggnaden, men det nya PK-huset kom slutligen att få ett annat utförande.